# Banda dos 80 metros
A banda de 80 metros é uma banda de frequência de rádio amador, abrangendo as faixas entre 3500 e 3850 kHz na Região UIT-2, e 3500-3900 kHz nas regiões 1 e 3. É uma banda baixa, ou banda noturna, pois está praticamente fechada durante o dia, e durante a noite permite uma grande atividade.